# Zelotes kuncinyanus
Zelotes kuncinyanus FitzPatrick, 2007 è un ragno appartenente alla famiglia Gnaphosidae.

## Etimologia
Il nome della specie deriva dall'aggettivo kuncinyanus che in ndebele del nord significa piccolo, in riferimento alle dimensioni delle femmine nell'ambito del genere Zelotes.

## Caratteristiche
Questa specie non è stata attribuita a nessun gruppo: si distingue dalle altre per i margini laterali e posteriori dell'epigino divergenti.
L'olotipo femminile rinvenuto ha lunghezza totale è di 4,83mm; la lunghezza del cefalotorace è di 1,92mm; e la larghezza è di 1,25mm.

## Distribuzione
La specie è stata reperita nel Sudafrica occidentale: l'olotipo femminile è stato rinvenuto nei pressi del villaggio di Ruigtevlei, a pochi chilometri da Sedgefield, appartenente alla Provincia del Capo Occidentale.

## Tassonomia
Al 2016 non sono note sottospecie e dal 2007 non sono stati esaminati nuovi esemplari.